# レディ・バード・ジョンソン
レディ・バード・ジョンソン（英: Lady Bird Johnson）、本名クローディア・アルタ・ジョンソン（Claudia Alta Johnson、旧姓テーラー（Taylor）、1912年12月22日 - 2007年7月11日）は、アメリカ合衆国第36代大統領リンドン・ジョンソンの妻。1963年から1969年までアメリカのファーストレディーだった。身長5フィート6インチ（約168cm）。
「レディ・バード」（英語の発音はむしろ「レイディーバード」に近い）は本人が子供の頃から生涯にわたって一貫して使用し続けた本名同様の通称で、実際の本名はあまり知られていなかった。

## 生い立ち

レディ・バード・ジョンソンの署名

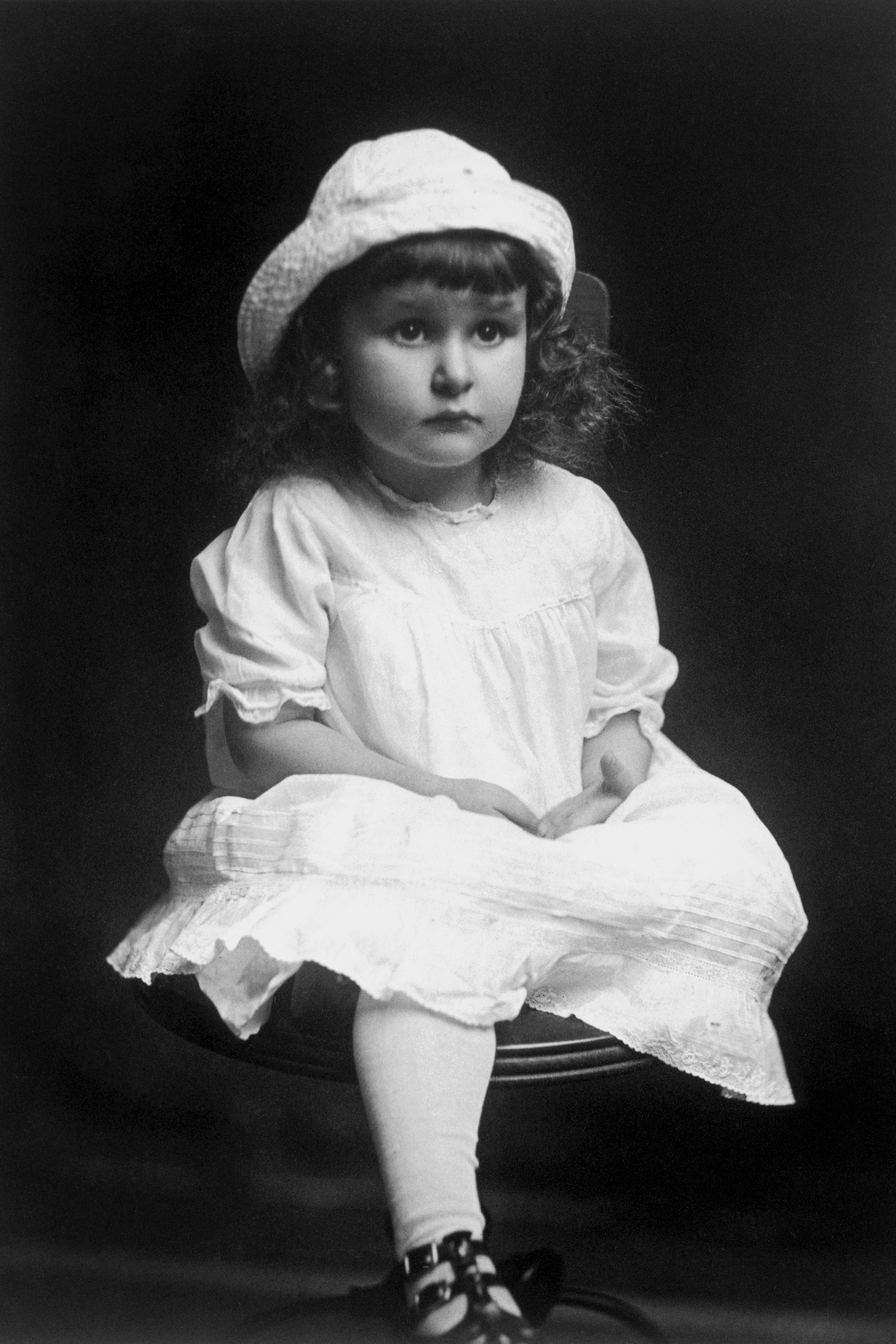
3歳の時の写真

テキサス州カーナックで、ミニー・パティーロ＝テーラーとT・J・テーラー夫妻の間に生まれた。彼女は幼年時に「テントウムシ (ladybird) のように可愛いかった」ので子守りたちから「レディ・バード」の愛称をつけられ、これが定着して以来本名同様の通称として用いられるようになった。テキサス州マーシャルのマーシャル高等学校を卒業後、聖メアリー少女監督学校とテキサス大学オースティン校でジャーナリズムおよび芸術を学んだ。

## 結婚と家族
レディ・バード・テーラーは、1934年11月17日にテキサス州サンアントニオの使徒マルコ監督教会で、リンドン・ジョンソンと結婚した。彼らには2人の娘、リンダ・バード・ジョンソン（チャールズ・S・ロッブの妻）およびルーシー・ベインズ・ジョンソン（パット・ヌージェントおよびイアン・ターピンと結婚した）がいた。
レディ・バードはテキサス東部のカドー湖の近くで成長し、環境に対する関心を高め、後に環境保護活動への支援でよく知られるようになった。彼女は州間ハイウェーに野生の花を植樹する運動を、テキサス州に説得するのに支援した。

## ファーストレディー
アメリカのファーストレディーとしてレディ・バードは、居住者と観光客両方のためにワシントンD.C.の環境状態を改善する首都美化プロジェクト (Society for a More Beautiful National Capital) を始めた。彼女の努力は全国各地で同様のプロジェクトの発足を促した。さらに彼女はハイウェイ美化法の承認に尽力した。同法は看板の制限と、路肩部分に緑地帯を設けることで国の幹線道路網を美化するものであった。
彼女はヘッドスタート（低所得家庭の3–4歳児に対する支援プログラム）の主張者であった。
家事一切に無関心だったレディ・バードだが、ジョンソン家の料理人のゼファー・ライトは家族同然の扱いだった。夫が議員時代にテキサスからワシントンに向かう際に、南部のホテルで「ジョンソン夫妻の宿泊には応じるが(黒人の)ライトの宿泊は認めない」、と言われた体験は夫妻にとって公民権法を成立させるための大きな動機であった。

## 後年
夫が退任した後の1970年代に彼女は、テキサス州オースティンの河岸地帯に注意を集中した。彼女はタウン湖美化プロジェクトへの支援を行った。彼女は国立ワイルドフラワー研究センターを設立した。同センターは国立の非営利的組織であり、土着の植物の保存および環境への再定植を行う。現在はレディバード・ジョンソン・ワイルドフラワー・センターとして知られている。
彼女は夫の死後も公に現れ、娘達と共に夫や他の大統領達に栄誉を与え、ジャクリーン・ケネディが晩年には公に姿を現わさなかったことから、1970年代から1990年代初頭にかけて最も活動的な大統領未亡人であった。しかし、彼女の健康は次第に損なわれた。1993年8月に軽い心臓発作を起こし、黄斑変性によりほとんど盲目となる。1999年11月11日と2005年1月には気絶し入院することとなる。2002年5月には再び発作を起こし、一時的に話すことができず、歩くこともできない状態に置かれた。2005年1月には気管支炎の治療のためにオースティンの病院で数日を過ごした。高齢と健康問題により、ジョンソン夫人は大部分の公的スケジュールを縮小することとなった。

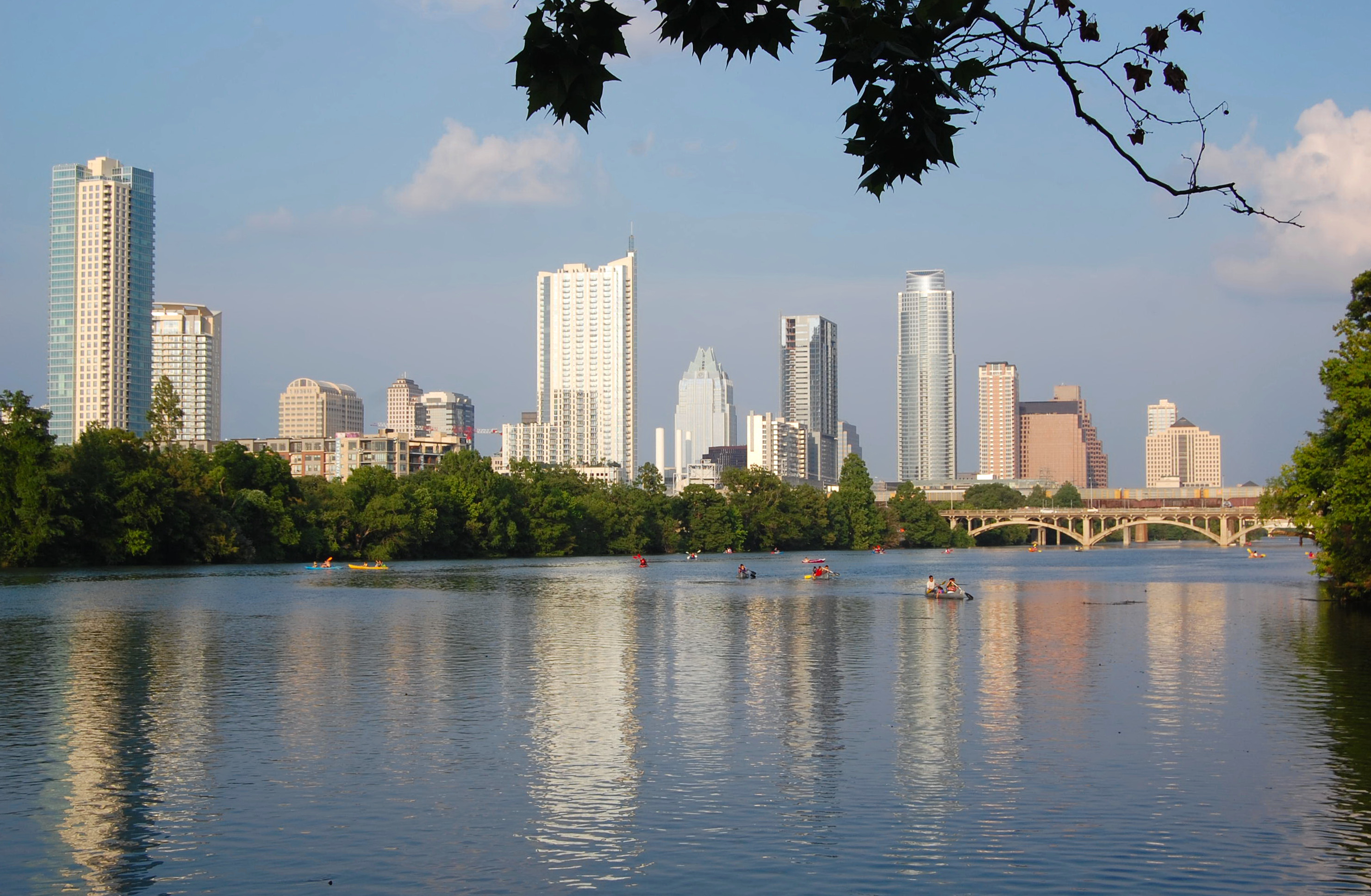
レディ・バード湖とオースティンのダウンタウン

彼女はその後任者パット・ニクソンを越え、最年長のファーストレディー経験者となった。彼女より長命だったファーストレディーは1982年10月18日に97歳で死去したベス・トルーマンだけである。90歳以上に達したアメリカのファーストレディーもこのレディ・バードとベス・トルーマンだけである。
彼女は1994年5月19日（ジャクリーン・ケネディの死去）から2004年6月5日（ナンシー・レーガンが未亡人となった日）まで唯一の存命する大統領未亡人だった。彼女は、歴史上最も長期間シークレット・サービスによって保護された。
2007年7月11日、テキサス州オースティンで老衰により死去した。94歳だった。死後、オースティンのダウンタウンに隣接する人造湖、タウン湖は、レディ・バードを讃えて、市当局によって「レディ・バード湖」に改称された。

## ポップカルチャーへの影響
アニメ『キング・オブ・ザ・ヒル』の登場人物ハンクの飼い犬は「レイディーバード」と名付けられているが、これは大統領夫人にちなんでの命名だという設定になっている。

## 文献
- 『大統領夫人日記　ホワイトハウスの5年間』、高野フミ・牧田松子訳、番町書房、1973年